# 多浪水库
多浪水库，位于中华人民共和国新疆维吾尔自治区阿拉尔市，位于阿拉尔市区西北约70千米，是一座以灌溉为主兼顾发电、生活供水、渔业、旅游的大（2）型灌注式平原水库。水库是利用阿克苏河下游左岸的一处天然沼泽洼地围坝而成，水源由23千米长的多浪渠引阿克苏河水入库。水库建于1965年，总库容1.2亿立方米。大坝为碾压均质土坝，坝长21.4千米，最大坝高8.5米，坝顶宽5米。水库承担新疆生产建设兵团第一师八团（塔门镇）、九团（梨花镇）3万公顷农田的灌溉任务。依库而建的塔里木多浪湖风景区是阿拉尔市最大的综合性风景区，属于中国国家水利风景区。